# Bérengère Schuh
Bérengère Schuh (n. 13 iunie 1984, Auxerre, Bourgogne, Franța) este o arcașă ce a reprezentat Franța, medaliată olimpică. A participat la 3 ediții ale Jocurilor Olimpice (2004, 2008, 2012) în care a câștigat o medalie de bronz.